# عبدالله ساماکه
عبدالله ساماکه (انگلیسی: Abdoulaye Samaké؛ زادهٔ ۲۹ آوریل ۱۹۸۷) بازیکن فوتبال اهل مالی است.
وی همچنین در تیم ملی فوتبال مالی بازی کرده است.